# 喜多方インターチェンジ
喜多方インターチェンジ（きたかたインターチェンジ）は、福島県喜多方市関柴町にある会津縦貫北道路のインターチェンジである。

## 道路
- 会津縦貫北道路

## 接続する路線

### 直接接続
- 国道121号

## 周辺
- ケーズデンキ喜多方店

## 隣
会津縦貫北道路
喜多方IC - 塩川IC